# مالاژکنا
مالاژِکْنا (به بلاروسی: Маладзечна) یک منطقهٔ مسکونی در بلاروس است که در Maladziečna District واقع شده‌است. مالاژکنا ۳۰ کیلومتر مربع مساحت و ۹۴٬۲۸۲ نفر جمعیت دارد.

## خواهرخوانده
شهرهای اسلینگن آم نکا و کولومنا خواهرخوانده‌های مالاژکنا هستند.